# Connor Brown
Connor Brown (Toronto, Ontario, 14 de enero de 1994), apodado Brownie, es un jugador profesional canadiense de hockey sobre hielo que se desempeña en la posición de extremo derecho en Edmonton Oilers, equipo de la National Hockey League (NHL).

## Carrera
Fue seleccionado en la sexta ronda en la NHL Entry Draft de 2012. En 2015 hizo su debut profesional con el equipo Toronto Maple Leafs, en el cual jugó cuatro temporadas (2015-2019), después pasó a Ottawa Senators (2019-2022), luego a Washington Capitals (2022-2023), posteriormente a Edmonton Oilers, donde lleva jugando una temporada.